# Johann Karl Ehrenfried Kegel
Johann Karl Ehrenfried Kegel, nemški agronom in raziskovalec, * 3. oktober 1784, Mansfeld, Nemčija, † 25. junij 1863, Odesa, Ruski imperij
Kegel je bil eden raziskovalcev Kamčatke. Tam ga je leta 1841 poslala ruska vlada da bi raziskal možnosti za kmetijstvo in rudarstvo.